# 賭霸 (電視劇)
《賭霸》（英語：The Stake）是香港電視廣播有限公司製作的時裝電視劇，全劇共20集，監製李元科，此劇是賭博爭霸劇。
本劇于2017年12月14日在TVB經典台重播。

## 劇情內容
賭神高正（朱江飾）與師弟駱敬森（王偉飾）是被李坤（黃新飾）收養的孤兒，二人情如兄弟，從小便學習賭術，一天李坤因事潛逃，交待興叔（江漢飾）照顧兩徒弟，從此二人便替興叔打理帝皇賭場。由於興叔信任高正，任何大事都交給高正處理，對敬森卻深存懷疑且態度苛刻，但敬森仍處處忍氣吞聲。
青年周子華（郭晉安飾）深愛賭術，崇拜賭神高正，想盡辦法向高正拜師，他的堅毅終於受到高正注意，並安排他到賭場學習，子華提攜好友朱國強（黃翊飾）到賭場工作。不久敬森終於對興叔忍無可忍，此時興叔的女人莉莉（胡曼音飾）勾引敬森，又唆擺他取回自己應有的東西，敬森決意爭霸賭場，他利用視高正如殺父仇人的宮澤麗奈（鄭婉雯飾）對付高正，又勾結曾敗給高正而自毀雙目的清明居士（駱應鈞飾）和手下閻阿九（羅莽飾），訓練貌似高正的黑工旺彪（朱江飾）殺死興叔，嫁禍高正，高正因此被同門挑斷手筋，喪失賭博能力。徒弟子華因目到興叔被殺對師父恨之入骨，更認賊作父，幫助敬森打理賭場，又與敬森愛女駱嘉琪（黎姿飾）相戀。子華的義妹周子欣（陳慧儀飾）卻一直深愛子華，默默在背後支持他。
視賭博為生命的高正陷入低谷，終日過著行屍走肉的生活，幸得前妻婉盈（韓馬利飾）不離不棄。子華漸變高傲囂張，趕絕高正，嘉琪對二人的未來感到困惑，莉莉以敬森替旺彪訓練的影帶威脅敬森結婚，敬森狠下毒手將莉莉殺死，被高正發現後，高正以假錄影帶向敬森套路，敬森想殺人滅口，此時嘉琪終於知道父親的所作所為，卻被父親誤傷。敬森成魔，子華仍懵然不知．．．

## 演員表
- 朱江 飾 高正／旺彪
- 王偉 飾 駱敬森
- 郭晉安 飾 周子華
- 黎姿 飾 駱嘉琪
- 陳慧儀 飾 周子欣
- 黃翊 飾 朱國強（雞頭）
- 韓馬利 飾 方婉盈
- 江漢 飾 林順興
- 胡曼音 飾 阮莉莉
- 鄭婉雯 飾 宮澤麗奈
- 駱應鈞 飾 清明居士
- 羅莽 飾 閻阿九

## 其他演員
- 田青 飾 何鴻
- 鄭雷 飾 電眼羅漢
- 江毅 飾 周日發
- 黃愷欣 飾 趙月英
- 蘇恩磁 飾 Ada
- 韓俊 飾 梁
- 關菁 飾 忠
- 淩漢 飾 科
- 呂劍光 飾 彭
- 石雲 飾 忍
- 黃新 飾 李坤
- 彭峻輝 飾 鬼仔
- 李惠民 飾 民
- 鄭家生 飾 勝
- 劉桂芳 飾 森妻
- 黃宗賜 飾 朱
- 黃瑋琳 飾 偉
- 郭卓樺 飾 昌
- 何超傑 飾 陳公子
- 李子奇 飾 一郎
- 焦雄 飾 朱德昌
- 梁葆貞 飾 謝雪梅
- 河國榮 飾 摩爾托夫
- 江浩洋 飾 明
- 曹濟 飾 興司機
- 黃成想 飾 奈父
- 譚一清 飾 山口哲也
- 林道權 飾 龍二
- 馮瑞珍 飾 七嬸
- 方傑 飾 關醫生
- 談佩珊 飾 Mandy
- 陳勉良 飾 蛇頭貴
- 林家棟 飾 Alex
- 陳亦雯 飾 小美
- 王維德 飾 Billy
- 梁欽棋 飾 洪軍
- 關海山 飾 關賭王
- 鮑方 飾 鮑賭王
- 張英才 飾 張賭王
- 陳有後 飾 陳賭王
- 梁建平 飾 電腦顧問
- 歐陽莎菲 飾 有錢太太
- 戴少民 飾 大堂經理
- 莫燕嫦 飾 女荷官
- 陳燕航 飾 女荷官
- 李海生 飾 男荷官
- 麥皓為 飾 男荷官
- 李耀敬 飾 郎手下
- 劉煒全 飾 郎手下
- 遊飆 飾 郎手下
- 王偉梁 飾 森手下
- 麥嘉倫 飾 侍應
- 千秋 飾 韓國女荷官

## 外部連結
1. ↑  .   [2017-09-03]. （原始内容存档于2017-09-03）.
2. ↑  .   [2017-09-03]. （原始内容存档于2017-09-03）.
3. ↑  .   [2017-09-03]. （原始内容存档于2016-03-24）.